# Je suis partout
Je suis partout (franska för ”Jag är överallt”) var en fransk tidning, grundad år 1930 av Jean Fayard. Bland tidningens medarbetare återfanns Lucien Rebatet, Pierre Daye och Robert Brasillach. Den sistnämnde var tidningens chefredaktör från 1937 till 1943. Utgivningen upphörde år 1944.
Tidningen var under andra världskriget tyskvänlig.